# ملادن غاليتش
ملادن غاليتش هو لاعب كرة قدم بوسني في مركز الهجوم، ولد في 9 أكتوبر 1987 في نوفي غراد في البوسنة والهرسك. لعب مع نادي باو.

## وصلات خارجية
- ملادن غاليتش على موقع قاعدة بيانات كرة القدم.إي يو (الإنجليزية)
- ملادن غاليتش على موقع Soccerbase.com (لاعب) (الإنجليزية)
- ملادن غاليتش على موقع Soccerway.com (الإنجليزية)
- ملادن غاليتش على موقع عالم كرة القدم.نت (الإنجليزية)